# 회색양털원숭이
회색양털원숭이(Lagothrix cana)는 남아메리카에 사는 양털원숭이의 일종이다. 볼리비아와 브라질, 페루에서 발견된다.